# Dwaj muszkieterowie
Dwaj muszkieterowie (cz. Bláznova kronika) – czechosłowacki film z 1964 roku w reżyserii Karela Zemana. Opisany przez Zemana jako film „pseudo-historyczny”, jest antywojenną czarną komedią dziejącą się podczas wojny trzydziestoletniej. Film łączy akcję na żywo z animacją, stylizowaną na grawerunki Matthäusa Meriana. 
Polska premiera odbyła się w lutym 1966 roku w podwójnym pokazie z animowaną Jedyną radością Zdeněka Smetany z 1962 roku. 

## Fabuła
XVII-wieczne Czechy. Nadworny błazen urzędujący w jednym zamków na Morawach opisuje losy dwóch muszkieterów. Młody rolnik Piotr źle się czuje na wojnie i planuje. On i jego kompan, jowialny Maciej z Babic podczas swych wojaży docierają do zamku hrabiowskiego. Hrabia lawiruje pomiędzy dwoma obozami rozdzierającymi Czechy - prohabsburskim popierający cesarza niemieckiego Ferdynanda I i produńskim popierający króla Christiana IV. W zależności od tego muszkieterom wiedzie się różnie, a nadworny artysta co nóż przemalowuje portret błyskawicznie zmieniających się konkurentów do ręki córki hrabiego, mając jedno życzenie - by pozwolono mu zachować na obrazie buty generalskie jako jedyna rzecz, która mu się udała.

## Obsada
- Petr Kostka – Piotr
- Miloslav Holub – oficer Maciej z Babic
- Emília Vášáryová – Lenka
- Valentina Thielová – hrabianka Weronika
- Karel Effa – hetman Varga z Koňousov
- Eva Šenková – hrabina
- Eduard Kohout – hrabia
- Vladimír Menšík – nadworny malarz
- Čestmír Řanda – stróż
- Jiří Holý – hiszpański oficer
- Josef Haukvic – muszkieter
- František Kovářík – błazen

## Wersja polska
Reżyseria: Maria Olejniczak

Dialogi: Jan Moes

Operator dźwięku: Mariusz Kuczyński

Montaż: Henryka Meldner

Kierownictwo produkcji: Ryszard Kowalski

W wersji polskiej udział wzięli:
- Andrzej Zaorski – Piotr
- Kazimierz Wichniarz – oficer Maciej
- Barbara Wrzesińska – Lenka
- Wanda Majerówna – hrabianka Weronika
- Tadeusz Cygler – hetman Varga z Koňousov

i inni

## Odbiór
Film odniósł znaczący sukces na Międzynarodowym Festiwalu Filmowym w San Francisco w 1964 roku, zdobywając nagrodę dla najlepszego filmu i najlepszego reżysera. Został również wybrany Najlepszym Filmem na MFF Addis Abeba w 1964 roku w Etiopii i został wyróżniony w trzech kategoriach w Cannes. 
Janusz Skwara z „Filmu” dał pozytywną recenzję. Określił Dwóch muszkieterów jako „czeski odpowiednik Trzech muszkieterów” i porównał Macieja do Zagłoby z Trylogia Sienkiewicza. Według niego Zeman udoskonalił swoją technikę stylizowania na dawne malarstwo, porównując go do Georgesa Mélièsa. Uważał jednocześnie, że Zemanowi nie udało się osiągnąć zamierzonej „głębszej myśli” i w zasadzie filozofia filmu sprowadza się do „umiarkowanego pacyfizmu” z XVII wieku, który nie ma siły oddziaływania we współczesnych czasach. 